# Eleição para governador de Nova Hampshire em 2010
A eleição para governador do estado americano do Nova Hampshire em 2010 aconteceu no dia 2 de novembro de 2010. New Hampshire é um dos dois únicos estados onde o governador tem um mandato de dois anos (sendo o outro vizinho de Vermont).
O Governador democrata John Lynch está concorrendo a um quarto mandato de dois anos em 2010.
Lynch foi reeleito por uma margem esmagadora em 2006 e 2008, e teve índices de aprovação historicamente elevados. A sua aprovação tem mostrado uma tendência decrescente. De acordo com uma sondagem em abril de 2010, a aprovação Lynch caiu abaixo de 50% (44% aprovam, 42% desaprovam).
Apesar disso, Lynch foi visto como um dos principais candidatos na eleição de 2010.

## Primária Democrata
| Partido   | Candidato         | Votos  | %     |
| Democrata | John Lynch        | 49.832 | 87,5% |
| Democrata | Timothy Robertson | 3.771  | 6,6%  |
| Democrata | Frank Sullivan    | 3.377  | 5,9%  |

## Primária Republicana
| Partido     | Candidato       | Votos  | %     |
| Republicano | John Stephen    | 77.962 | 61,6% |
| Republicano | Jack Kimball    | 31.581 | 24,9% |
| Republicano | Karen Testerman | 12.708 | 10,0% |
| Republicano | Frank Emiro     | 4.394  | 3,5%  |

## Resultados
| Partido     | Candidato    | Votos   | %     |
| Democrata   | John Lynch   | 239.390 | 52,6% |
| Republicano | John Stephen | 205.433 | 45,1% |